# Honoré Jean Baptiste Ardoino
Honoré Jean Baptiste Ardoino ( 1819 - 1874 ) fue un botánico francés.

## Algunas publicaciones

### Libros
- 1862. Catalogue des plantes vasculaires qui croissent spontanément aux environs de Menton et de Monaco: avec l'indication des principales espèces de Nice, Sospel, Vintimille, S. Remo, etc. Ed. Impr. Royale. 46 pp.
- 1868. Du sanctuaire de N[otre] D[ame] de l'Annonciade et de l'origine de Menton. Ed. J.V. Ardoin. 27 pp.
- 1879. Flore analytique du Département des Alpes-Maritimes ou: Description succincte des plantes vasculaires qui croisssent spontanément entre le versant est de l'Estérel et la Roïa, les Alpes et la mer (Flora analítica de los Alpes Marítimos, o: Una breve descripción de las plantas vasculares creciendo espontáneamente entre las laderas orientales de la Esterel y Roia, los Alpes y el mar). Ed. Betrand & Queyrot. 470 pp.
- Petites annales de Monaco, Roquebrune, Menton. 1926. Ed. Imprimerie-Express, Lyon. 316 pp.

## Honores
Fue elegido miembro de la Sociedad Botánica de Francia.

### Eponimia
- (Fabaceae) Cytisus ardoinoi E.Fourn.[2]
- La abreviatura «Ardoino» se emplea para indicar a Honoré Jean Baptiste Ardoino como autoridad en la descripción y clasificación científica de los vegetales.[3]